# Правильна дужкова послідовність
Дужкові послідовністі — клас комбінаторних об'єктів. Будь-який представник цього класу складається з набору дужкових символів, тобто "(", «)», «[» та інших аналогічних. У дужковій послідовності може бути один або декілька типів дужок. Типом дужки називають пару фіксованих символів: відкриваючу та закриваючу дужки. Наприклад, «(1» та «)1»; «[10» та «]10». Зазвичай в комбінаториці розглядають правильні дужкові послідовності.
Правильна дужкова послідовність(ПДП) — окремий випадок дужкової послідовності. Правильні дужкові послідовності утворюють мову Діка та формально визначаються таким чином:
- "" (порожній рядок) - ПДП
- ПДП, взята в дужки одного типу - ПДП
- ПДП, до якої приписана зліва або справа ПДП - також ПДП

## Кількість правильних дужкових послідовностей
Кількість правильних дужкових послідовностей з {\displaystyle 2n} дужок ({\displaystyle n}, що відкривають та {\displaystyle n}, що закривають) одного виду дорівнює числу Каталана {\displaystyle C_{n}}, що можна вивести кількома способами:
- Рекурентне співвідношення:

{\displaystyle C_{0}=1\,\!} і {\displaystyle \qquad C_{n}=\sum _{i=0}^{n-1}C_{i}C_{n-1-i}} для {\displaystyle n\geq 1.\,\!}
Це співвідношення легко отримати, звернувши увагу на те, що будь-яка непорожня правильна дужкова послідовність {\displaystyle \omega } однозначно зображувана в формі {\displaystyle \omega =(\omega _{1})\omega _{2}}, де {\displaystyle \omega _{1,2}} — правильні дужкові послідовності.
- Відображення через біноміальні коефіцієнти:

{\displaystyle C_{n}={\frac {1}{n+1}}{2n \choose n}={\frac {(2n)!}{n!(n+1)!}}={2n \choose n}-{2n \choose n-1}.}
- Ще одне рекурентне співвідношення:

{\displaystyle R(o,n)={\begin{cases}1,&o=0\,\,{\mbox{and}}\,\,n=0;\\0,&n=0\,\,{\mbox{or}}\,\,o>n\,\,{\mbox{or}}\,\,o<0;\\R(o+1,n-1)+R(o-1,n-1),&{\mbox{otherwise}}.\\\end{cases}}}
При цьому {\displaystyle C_{n}=R(0,2n).}
Легко показати, що якщо в дужковій послідовності є {\displaystyle k} типів дужок, тоді кількість можливих правильних послідовностей із {\displaystyle n} відкриваючими дужками дорівнює добутку {\displaystyle C_{n}} та {\displaystyle k^{n}}. Дійсно, для кожної дужки, що відкривається із {\displaystyle n} існує {\displaystyle k} різних варіантів її вибору. Вибір дужки, що закривається однозначно визначений вже вибраною парною до неї, що відкривається і не враховується.

## Генерація правильних дужкових послідовностей
Введемо тепер лексикографічний порядок на дужкових послідовностях. В першу чергу зауважимо, що відкриваюча дужка іде раніше ніж закриваюча. Тепер кожному з {\displaystyle k} типів дужок присвоїмо свій лексикографічний пріоритет. Вибір цього пріоритету не принциповий і ніяк не впливає на розвиток наступних міркувань. Через це будемо вважати, що iй тип дужок знаходиться на iй позиції в лексикографічному порядку. Очевидно, що першою послідовністю з {\displaystyle n} відкриваючими дужками буде послідовність виду {\displaystyle (_{1}(_{1}...(_{1})_{1})_{1}...)_{1}}. Тепер розглянемо задачу про отримання наступної дужкової послідовності після даної.

## Реалізація алгоритму генерації ПДП наС++
```
#include
 
<stdio.h>

#include
 
<memory.h>

// повертає число Каталана для даної кількості пар дужок

long
 
nCatalan
(
int
 
n
)

{

    
long
 
sum
 
=
 
0
;

    
for
 
(
int
 
i
 
=
 
0
;
 
i
 
<=
 
n
 
-
 
1
;
 
i
++
)

        
sum
 
+=
 
nCatalan
(
i
)
 
*
 
nCatalan
(
n
 
-
 
1
 
-
 
i
);

    
return
 
sum
;

}

const
 
int
 
N
 
=
 
3
;
 
// Кількість пар дужок, тобто довжина рядка (N * 2)

// рекурсивно знаходить і виводить на консоль дужкові послідовності

void
 
bs
(
char
 
cur_sequence
[
N
 
*
 
2
 
+
 
1
]
 
=
 
0
,
 
int
 
npos
 
=
 
0
,
 
int
 
left_brackets
 
=
 
0
)

{

    
if
 
(
!
cur_sequence
)

    
{

        
cur_sequence
 
=
 
new
 
char
[
N
 
*
 
2
 
+
 
1
];

        
cur_sequence
[
N
 
*
 
2
]
 
=
 
0
;

    
}

    
if
 
(
npos
 
==
 
N
 
*
 
2
 
-
 
1
)

    
{

        
cur_sequence
[
npos
]
 
=
 
')'
;

        
printf
(
"%s
\n
"
,
 
cur_sequence
);

        
cur_sequence
[
npos
]
 
=
 
0
;

        
return
;

    
}

    
if
 
(
npos
 
>
 
0
)

    
{

        
if
 
(
left_brackets
 
<
 
N
)
 

        
{

            
cur_sequence
[
npos
]
 
=
 
'('
;

            
bs
(
cur_sequence
,
 
npos
 
+
 
1
,
 
left_brackets
 
+
 
1
);

            
if
 
(
npos
 
+
 
1
 
<=
 
left_brackets
 
*
 
2
)

            
{

                
cur_sequence
[
npos
]
 
=
 
')'
;

                
bs
(
cur_sequence
,
 
npos
 
+
 
1
,
 
left_brackets
);

            
}

        
}

        
else

        
{

            
cur_sequence
[
npos
]
 
=
 
')'
;

            
bs
(
cur_sequence
,
 
npos
 
+
 
1
,
 
left_brackets
);

        
}

    
}

    
else

    
{

        
cur_sequence
[
0
]
 
=
 
'('
;

        
bs
(
cur_sequence
,
 
npos
 
+
 
1
,
 
left_brackets
 
+
 
1
);

    
}

    
cur_sequence
[
npos
]
 
=
 
0
;

}

int
 
main
()

{

    
bs
();

    
getchar
();

    
return
 
0
;

}

```

## Нерекурсивний варіант за допомогою бітового представленняС++
```
#include
 
<iostream>

#include
 
<bitset>

using
 
namespace
 
std
;

const
 
int
 
N
 
=
 
10
;
 
//Кількість пар дужок

//Перевантажений оператор для полегшення виводу

template
 
<
size_t
 
seq_size
>

ostream
&
 
operator
<<
(
ostream
&
 
os
,
 
const
 
bitset
<
seq_size
>&
 
bs
)

{

    
for
 
(
size_t
 
i
 
=
 
seq_size
 
-
 
1
;
 
i
 
>
 
0
;
 
--
i
)

    
{

        
os
 
<<
 
(
bs
.
test
(
i
)
 
?
 
"("
 
:
 
")"
);

    
}

    
os
 
<<
 
")"
;

    
return
 
os
;

}

int
 
main
(
int
 
argc
,
 
char
*
 
argv
[])

{

    
const
 
unsigned
 
long
 
int
 
count
 
=
 
N
 
*
 
2
;

    
unsigned
 
long
 
int
 
base
 
=
 
0
;

    
for
 
(
int
 
i
 
=
 
count
 
-
 
1
;
 
i
 
>=
 
count
 
/
 
2
;
 
--
i
)

    
{

        
base
 
+=
 
(
0x1
 
<<
 
i
);

    
}

    
//Перший біт повинен завжди дорівнювати 1 (послідовніть починається з відкриваючої дужки)

    
//Крім того, після 100... немає правильних послідовностей.

    
while
 
((
base
 
&
 
(
0x1
 
<<
 
(
count
 
-
 
1
)))
 
&&
 
(
base
 
>
 
((
0x1
 
<<
 
(
count
 
-
 
1
))
 
+
 
(
0x1
 
<<
 
(
count
 
-
 
3
))
 
-
 
1
)))

    
{

        
int
 
sum
 
=
 
0
;

        
for
 
(
int
 
j
 
=
 
count
 
-
 
1
;
 
(
j
 
>=
 
0
)
 
&&
 
(
sum
 
>=
 
0
);
 
--
j
)

        
{

            
if
 
(
base
 
&
 
(
0x1
 
<<
 
j
))

            
{

                
++
sum
;

            
}

            
else

            
{

                
--
sum
;

            
}

        
}

        
if
 
(
sum
 
==
 
0
)

        
{

            
cout
 
<<
 
bitset
<
count
>
(
base
)
 
<<
 
endl
;

        
}

        
base
 
-=
 
2
;

    
}

    
return
 
0
;

}

```

## Зноски
1. ↑  Daniel Kleitman (2004). Principles of Discrete Applied Mathematics /29. Parentheses, Catalan Numbers and Ruin (PDF). Professor Kleitman's Homepage. Процитовано 7 серпня 2023.